# Forskalia tholoides
Forskalia tholoides är en nässeldjursart som beskrevs av Ernst Haeckel 1888. Forskalia tholoides ingår i släktet Forskalia och familjen Forskaliidae. Inga underarter finns listade i Catalogue of Life.